# Colon brunneum
Colon brunneum är en skalbaggsart som först beskrevs av Pierre André Latreille 1807.  Colon brunneum ingår i släktet Colon, och familjen mycelbaggar. Arten är reproducerande i Sverige.